# Servius Cornelius Cossus
Servius Cornelius Cossus római politikus és hadvezér, a befolyásos és előkelő, patricius Cornelia gens tagja volt a Kr. e. 5. század második felében.
Kr. e. 428-ban consul, Kr. e. 426-ban pedig a négy consuli rangú katonai tribunus egyike volt. Ebben az évben társai Veii ellen indítottak hadjáratot, de kudarcukat látva a Róma védelmére hátrahagyott Cossus dictatorrá nevezte ki Mammius Aemilius Mamercinust, aki magister equitumként vette maga mellé.
Ugyanő volt az, aki párharcban meggyilkolta Lar Tolumniust, Veii királyát, majd fegyverzetét Jupiter Feretrius templomába vitte, megvalósítva ezzel a római történelem három spolia opimájának másodikát. A tett éve vitatott, Livius forrásai egyöntetűen Kr. e. 437-re helyezik, amikor az ekkor szintén dictator Mamercinus alatt szolgált katonai tribunusként. A történetíró azonban maga is igyekszik ezt megtámadni, többek között annak megemlítésével, hogy Augustus idején találtak egy vászon mellvértet, amelyen Cossus consulként volt feltüntetve. Ennek azonban ellentmondanak az annalisták azon közlései, hogy Kr. e. 428 egy járvány sújtotta év volt, amikor a hadműveletek szüneteltek. Valószínű tehát, hogy Kr. e. 426-ban került sor a nevezetes párharcra, amikor Cossus már betöltötte consuli rangját.
| Elődei: Hostus Lucretius Triciptinus és Lucius Sergius Fidenas | Consul Kr. e. 428 collega: Titus Quinctius Pennus Cincinnatus | Utódai: Caius Servilius Ahala és Lucius Papirius Mugillanus |